# Robert Ralston
Robert Ralston (* 6. November 1938 in Manila, heimatberechtigt in Chur und Meilen) ist ein Schweizer Bildhauer, Maler, Zeichner und Bühnenbildner.

## Leben und Werk
Robert Ralston lebte ab 1945 in Chur und studierte an der Kunstgewerbeschule Zürich bei dem Bildhauer und Maler Ernst Gubler und dem Grafiker und Maler Heinrich Müller. Anschliessend absolvierte Ralston in Zürich von 1958 bis 1962 eine Renovationsbildhauerlehre bei Willi Stadler (1903–1988). Er war zudem Privatschüler bei Max Zimmermann und studierte an den Kunstakademien Berlin und München.
Ralston ist als freischaffender Bildhauer und Maler seit 1962 in Spanien und ab 1991 in Südfrankreich und Chur tätig. Er stellt an zahlreiche Gruppen- und Einzelausstellungen in Europa seine Werke aus. Ralston erhielt 2005 und 2006 ein Atelierstipendium der Kulturförderung Graubünden.
Sein Sohn ist der Filmregisseur Robert Ralston jr.